# سه‌جنسی تک‌پایه
سه‌جنسی تک‌پایه (به انگلیسی: Trimonoecy) که به آن polygamomonoecious نیز می‌گویند، زمانی است که گل‌های نر، ماده و نرماده روی یک گیاه باشند. سه‌جنسی تک‌پایه، نادر است.
این یک سیستم جنسی تک‌شکلی همراه با تک‌پایه، پایدهٔ مادگی و پایهٔ نری است. فرض بر این است که سه‌جنسی تک‌پایه، از تک‌پایهٔ ماده سرچشمه گرفته‌است.